# Korženevič
Korženevič je priimek več oseb:
- Feodosij Konstantinovič Korženevič, sovjetski general
- Jelena Korženevič, ruska violinistka